# Éleuthère Irénée du Pont de Nemours
Éleuthère Irénée du Pont de Nemours (París, 24 de junio de 1771 - Greenville, Delaware, 31 de octubre de 1834), químico franco-estadounidense.
Fue miembro de una familia de hugonotes, hijo del economista francés Pierre Samuel du Pont de Nemours. Estudió la fabricación de pólvora para cañones con Antoine Lavoisier. Durante la Revolución Francesa se distinguió porque en agosto de 1792 defendió a Luis XVI y María Antonieta contra los insurgentes. Posteriormente migró a los Estados Unidos, en donde fundó la empresa DuPont.